# Самуил (Миславский)
Митрополит Самуил (в миру — Симео́н Григо́рьевич Мисла́вский; 24 мая (4 мая) 1731, Полошки, Нежинский полк — 5 (16) января 1796, Киев) — епископ Русской православной церкви, митрополит Киевский и Галицкий. Философ, богослов.

## Биография
Родился 24 мая 1731 года в семье священника села Полошек Нежинского полка Гетманщины. Брат Варлаама Миславского, архимандрита, профессора богословия, ректора Харьковского коллегиума и Киево-Могилянской академии.
В 1742—1754 годах получил образование в Киевской духовной академии в эпоху её процветания.
При окончании курса Миславский 12 апреля 1754 года постригся в монашество с именем Самуила и был оставлен при академии и последовательно преподавал различные предметы, преимущественно латинскую грамматику, поэзию и риторику.
25 ноября 1754 года был рукоположён в иеродиакона, а 6 января 1756 года — в иеромонаха.
Школа выработала в Самуиле не только всесторонне образованного богослова, искусного диалектика, проповедника и лингвиста, свободно изъяснявшегося на латинском, польском и французском языках и излагавшего свои мысли на немецком и греческом языках, — но и человека гуманного, правдивого, отзывчивого, твёрдого, смело и настойчиво преследующего намеченные цели, человека с изворотливым умом, жаждой к образованию, стремлением передать его другим и уменьем приноравливаться ко всем обстоятельствам и случайностям и извлекать из них пользу для себя и для других.
Его достоинства вскоре были оценены, и 7 ноября 1757 года Самуил был назначен префектом академии и преподавателем философии; на обязанности же префекта лежало и хозяйство академии. Академия обязана Самуилу новым местом и зданиями, оконченными постройкою в 1765 году. С 1 сентября 1759 года Самуил был исполняющим должность ректора академии, а 16 января 1761 года был возведён в сан архимандрита Киево-Братского монастыря и определён ректором академии и членом духовной консистории.
Особенное внимание архимандрита Самуила было обращено на кафедру гомилетическую. Как член консистории Самуил участвовал в комиссии по пересмотру положения о правах и преимуществах малороссийского духовенства. В марте и июле 1762 года Самуил ездил в Петербург для принесения поздравлений императору Петру Феодоровичу и императрице Екатерине II и обратил на себя внимание своими проповедями.
21 августа 1768 года был вызван в Петербург для исполнения чреды священнослужения и проповеди слова Божия и 28 декабря рукоположён в епископа Белгородского и Обоянского, а 15 февраля 1769 года отправился на место нового служения.
Короткое время управления Самуила белгородскою епархиею было полезно и для Харьковского коллегиума. В нём преосвященный обратил внимание на преподавание всех наук и в особенности русского языка, который раньше был только второстепенным предметом. К этому же времени относится знакомство и начало сближения Самуила с наследником престола Павлом Петровичем, окончившееся тесною дружбою между ними.
Случившееся во время чумы 1771 года убийство архиепископа Московского Амвросия и отсутствие епископа в соседней Крутицкой епархии вызвали 24 сентября 1771 года перемещение епископа Самуила на Крутицкую епархию и назначение его присутствующим в Московской синодальной конторе. Императрица просила Самуила поспешить приездом, и в октябре 1771 года он прибыл в Москву.

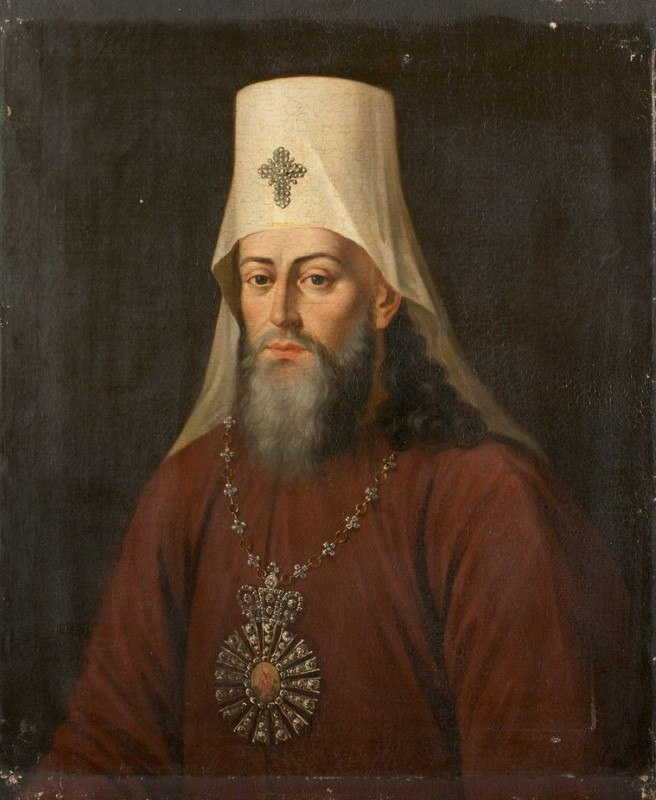
Портрет Самуила (Миславского), митрополита Киевского и Галицкого. 1812 г.

Немало трудов выпало на долю его по управлению двумя епархиями (Московская до 1775 года не имела у себя архиепископа). Сначала он продолжал дела, начатые убитым архиепископом, — очищал заражённые церкви, приводил в порядок приходы, реставрировал три московских собора и крутицкий архиерейский дом. По синодальной конторе было тоже много дел, которые решались с изумительною быстротою; по указанию же епископа приведён был в порядок и архив конторы.
За труды эти Самуил 15 февраля 1775 года пожалован был званием члена Святейшего синода, а 14 июня — алмазною панагиею.
17 марта 1776 года переведён был на Ростовскую кафедру, где ему пришлось вести борьбу с господствовавшими в обществе и духовенстве пороками. Преосвященный действовал на общество словом и своим примером. В 1777 году, при учреждении Ярославского наместничества, Самуил оказывал содействие светским лицам отводом помещений и доставлением служащих лиц. Памятником его забот о духовенстве служат основанные им в 1776 года училища в Ростове и Угличе и заложенный дом для семинарии.
22 сентября 1777 года Самуил был возведён в сан архиепископа, а ровно через 6 лет (22 сентября 1783 года) назначен митрополитом в Киев.
Более чем двенадцатилетнее управление Самуила Киевскою митрополиею полно трудов и забот, направленных на устройство епархии, находящихся в ней учебных заведений и так называемых «заграничных», присоединяемых из польских областей православных церквей и монастырей. Архипастырь, сознававший свои обязанности, сочувствовавший доброму, в деятельности своей заявлял желание создать лучшие порядки в епархии, возвысить её благоустройство и нравственное состояние духовенства и паствы. При нём произошло в киевской епархии введение штатов церквей, монастырей и духовенства (указы 10 апреля и 13 июля 1786 года); митрополит действовал как просвещённый и преданный интересам государства и церкви исполнитель общей правительственной меры и в корне подавлял всегда возникающую при реформах оппозицию.
Он учредил должность благочинных, составил им инструкцию, поднял дело церковной проповеди, снабдил церкви богослужебными и другими полезными книгами, заботился и о материальном благосостоянии духовенства, освободив его от некоторых сборов. В Духовной академии выдвинул на первый план русский язык и ввёл преподавание всеобщей и естественной истории, географии, чистой и прикладной математики, архитектуры, живописи и изъяснения воскресных и праздничных Евангелий.
От преподавателей требовал разумного преподавания, учредил при академии в 1787 году гражданскую типографию, увеличил академическую библиотеку и улучшил материальные средства академии.
Симпатии митрополита Самуила к заграничным православным сказались в денежных пособиях присоединяемым и в заботах о воссоединении униатов с Православною церковью. Результатом деятельности митрополита было обращение в православие более двух миллионов жителей Волыни и Подолии.
Скончался 5 января 1796 года. Погребён в усыпальнице Святой Софии, устроенной в Успенском приделе Софийского собора.

## Сочинения
Из литературных трудов митрополита известны: составленная им «Латинская грамматика» (Киев, 1765 г.); составленное по поручению Св. Синода «Собрание поучительных слов из сочинений св. И. Златоуста и Ефрема Сирина»; исправленный им трактат Адама Зерникава «О происхождении Св. Духа» (Кёнигсберг, 1774 г., 2 тома с присоединением Коридалова письма к ректору академии Софронию Початскому о том же предмете); «Догматы православной веры», на латинском и русском, Киев, 1760 г.; проповеди: на день вступления на престол императрицы Екатерины, на 21-е декабря 1768 г., на 24-е ноября 1775 г.; О силе, правилах и выгодах, в законе Божием содержащихся; Слово о великих предметах учреждений Екатерины; О побуждениях к принятию должности судей (последние три перев. на греч., лат. и нем. языки); Слово при первом служении в Киеве; исторически важное «Увещательное поучение новому викарию епископу Виктору»; Речи императрице Екатерине в Москве, при посещении Данилова монастыря и проч. «Историческое описание Киевской лавры»; «Права и преимущества малороссийского духовенства» — рукопись лаврской библиотеки; «Начальные трактаты богословских лекций Феофана Прокоповича» (изд. в Кёнигсберге и Москве в 1773—1776 гг., в 7-ми частях); Самуил  составил продолжение этих «лекций» и издал в 1782 г. в Лейпциге в 3-х частях. За учёные труды избран был в члены Академии Российской. Скончался митрополит Самуил 5-го января 1796 г. на 66-м году от рождения.